# Les Têtes de l'emploi
Pour plus de détails, voir Fiche technique et Distribution.
Les Têtes de l'emploi est une comédie française réalisée par Alexandre Charlot et Franck Magnier, sortie en 2016.

## Synopsis
Stéphane, Cathy et Thierry sont des salariés de l'Agence pour l'emploi de Sablé. Stéphane est un spécialiste de la radiation des demandeurs d'emplois, Cathy est une standardiste systématiquement insultée et Thierry est un conseiller d'orientation enthousiaste qui croit en la mission du service public de l'emploi.
Un jour, ils apprennent la fermeture de leur agence et leur licenciement futur. Il n'y a effectivement plus assez de demandeurs d'emploi dans leur secteur à la suite d'une application stricte et systématique des consignes de travail. Stéphane, Cathy et Thierry entreprennent alors de sauver leur emploi, quitte à créer du chômage.

## Fiche technique
- Titre : Les Têtes de l'emploi
- Réalisation : Alexandre Charlot et Franck Magnier
- Scénario et dialogues : Nicolas Ragni et Charles Hudon
- Musique : Alexandre Azaria
- Montage : Samuel Danési
- Photographie : Myriam Vinocour
- Décors : Ambre Sansonetti
- Costumes : Christel Birot
- Producteur : Julien Seul
- Maquillages : Frédéric Zaid
- Effets visuels : Thibaut Granier
- Production : Récifilms et JS Productions
- SOFICA : A+ Images 7, Cofimage 28, Manon 7
- Distribution : EuropaCorp Distribution
- Pays d'origine :  France
- Durée : 90 minutes (1 h 30 minutes)
- Format : couleur, Cinemascope, 2.35:1
- Son : Dolby Digital
- Genre : comédie
- Visa d'exploitation n°138 708
- Dates de sortie :  France : 16 novembre 2016
- Box-office France : 492 233 entrées[1]
- Date de sortie DVD et Blu-ray :  France : 16 novembre 2016

## Distribution
- Franck Dubosc : Stéphane Martel
- Elsa Zylberstein : Cathy Begin
- François-Xavier Demaison : Thierry
- Nicolas Vaude : Lamine
- Elsa Lepoivre : Isabelle Martel
- Ricky Tribord : M. Bonnefoix, le chômeur antillais
- Christophe Vandevelde : Sylvain Paillet
- Patrick Bouchitey : père de Stéphane
- Solveig Maupu : Béatrice
- Cathy Bodet : Mère de Stéphane
- Philippe Croizon : l'homme en fauteuil roulant
- Rima Loutfi : Chloé
- Eliott Hirsbein : Nathan
- Ilan Bechter : Maël
- Lola Courty : Inès
- Marie Lanchas : La sœur de Stéphane
- Quentin Faure : Le Gitan
- Gaelle Hausermann : La nounou
- Charlotte Gabris : La femme émotive
- Fabrice Bressoles : Jean-Pierre
- Marc Riso : Le bègue
- Tulika Srivastava : La traductrice
- Partha Majumder : Ramasamy
- Husky Kihal : Le PDG Plastex
- Lionel Erdogan : Philippe beau gosse
- Stéphan Wojtowicz : Le boucher
- Daniel Koenigsberg : Le directeur de Pôle Emploi
- Isabelle Mazin : La secrétaire de Lamine
- Anne-Valérie Payet : Marie Mercier, la jeune chômeuse
- Alexandre Massonnet : Le désespéré
- Matthieu Kassimo : Cédric, le chômeur glandeur
- Ulrich Vautrin-Cesareo : Le chomeur cuistot
- Serpentine Teyssier : Conseillère 1 (qui danse)
- Ariane Mourier : Conseillère 2
- Barbara Bolotner : Conseillère 3
- Olivier Charasson : Collègue La Flèche 1
- Maxime Mallet : Collègue La Flèche 2
- Xavier Aubert : Collègue La Flèche 3
- Alain Bernard : Collègue La Flèche 4
- Stéphane Pezerat : Chômeur du Nord
- Pierre Bénézit : Chômeur de 40 ans
- Delphine Poudou : Chômeuse de 30 ans
- François Macherey : Chômeur de 50 ans
- Jonathan Louis : Ouvrier

## Production

### Genèse du projet
En 2012, un film regroupant les principaux humoristes de l'émission On n'demande qu'à en rire, avec Laurent Ruquier sur France 2, est annoncé. Philippe Lefebvre, réalisateur et mari de la productrice de l'émission Catherine Barma, est responsable du projet. Le scénario est confié à Jérémy Ferrari, aidé par Charles Hudon, le directeur artistique de l'émission,. Le projet se précise ensuite, il s'agit d'une « comédie cruelle et sociale sur le chômage ».
Après écriture, Julien Seul (société JS Productions), Mathias Rubin (société Récifilms) et Éric Juhérian (id.) acquièrent les droits du scénario pour produire le film. Ils proposent le projet du film aux réalisateurs Alexandre Charlot et Franck Magnier. Ceux-ci ont apporté une rythmique de cinéma à cette histoire (qui était à l'origine écrite comme une succession de sketches) et développé les personnages en leur donnant de l'épaisseur et de l'humanité. Des contacts sont pris avec Franck Dubosc sous réserve d'apporter des modifications au scénario.

### Lieux de tournage
Une partie du tournage s'est déroulé à Saint-Maur-des-Fossés, et au Plessis-Robinson , ainsi qu à Jouy-en-Josas dans la résidence du Parc de Diane, pourtant dans le film l'histoire se déroule dans le département de la Sarthe.

## Autour du film
- Avec Les Têtes de l'emploi, Alexandre Charlot et Franck Magnier réalisent leur troisième film après Imogène McCarthery et Boule et Bill.

- Franck Dubosc avait déjà joué en compagnie d'Elsa Zylberstein dans Plan de table et François-Xavier Demaison dans Disco.

### Volet judiciaire
En juin 2015, alors que le scénario est remanié, Jérémy Ferrari, qui n'est par ailleurs pas cité au générique, exprime son « profond désaccord sur la réécriture du texte » qui s'éloigne « trop de son projet initial ». Une procédure judiciaire est alors engagée ; l'humoriste réclame  400 000 euros au titre du préjudice matériel et 200 000 euros au titre du préjudice moral,.